# ماتيلد مانوكيان
ماتيلد مانوكيان (بالتركية: Matild Manukyan)‏‏ (1914 في إسطنبول - 17 فبراير 2001 في إسطنبول) سيدة أعمال من تركيا.